# Magnolia persuaveolens
Magnolia persuaveolens este o specie de plante din genul Magnolia, familia Magnoliaceae, descrisă de James Edgar Dandy.

## Subspecii
Această specie cuprinde următoarele subspecii:
- M. p. persuaveolens
- M. p. rigida
- M. p. pubescens